# Mordoplan
Mordoplan – album grupy muzycznej Klaus Mit Foch, nagrany po opuszczeniu zespołu przez Lecha Janerkę i Krzysztofa Pociechę w 1987 i wydany rok później. W 2012 ukazał się po raz pierwszy na CD. Reedycję wydało Stowarzyszenie Kulturalno-Artystyczne Rita Baum w limitowanym nakładzie 500 egzemplarzy. 
Skład, nagrywający płytę, stworzył jeszcze jeden utwór pt. „Głową w mur”, który nie został nigdzie wydany. Piosenkę można spotkać jedynie na kasetach magnetofonowych, na których znajdują się bootlegowe nagrania z Festiwalu w Jarocinie z 1988 roku. 
Charakterystyczna okładka płyty została w pierwszym wydaniu na LP wydrukowana na bardzo miękkim i nietrwałym papierze przypominającym gazetowy. Album spotkał się ze zróżnicowanym przyjęciem: w recenzji w miesięczniku Magazyn Muzyczny przyznano płycie najwyższą ocenę, natomiast w drugim piśmie zajmującym się rockiem – miesięczniku Non Stop – album otrzymał notę najniższą.

## Lista utworów
Strona A
1. „Mordoplan” – 3:10
2. „Obłudni idole” – 4:53
3. „Słuchaj mnie! Albo nie” – 3:16 (oryginalny, zakwestionowany przez cenzurę tytuł – „Radio Tirana”)
4. „Ostatnie wakacje – Salmonello nie kocham cię” – 3:08
5. „Tife tife” – 3:34

Strona B
1. „Ze wsi do miast” – 3:21
2. „Alkohole” – 3:21
3. „Słony” – 3:57
4. „Chciałbym się rozpędzić” – 3:25
5. „Na koniec” – 3:52

## Muzycy
- Wiesław Mrozik – gitara, Yamaha DX7, śpiew
- Zbigniew Kapturski – śpiew, gitara, skrzypce
- Jacek Fedorowicz – gitara basowa, śpiew
- Marek Puchała – perkusja, śpiew